# Rund um den Finanzplatz Eschborn-Frankfurt 2014
Il Rund um den Finanzplatz Eschborn-Frankfurt 2014, cinquantatreesima edizione della corsa, valido come evento del circuito UCI Europe Tour 2014 categoria 1.HC, si svolse il 1º maggio 2014 per un percorso di 202 km. Fu vinto dal norvegese Alexander Kristoff, che giunse al traguardo in 4h 49' 31" alla media di 41,86 km/h.
Al traguardo 67 ciclisti completarono la gara.

## Squadre partecipanti
| N.      | Cod. | Squadra                 |
| ------- | ---- | ----------------------- |
| 1-8     | KAT  | Katusha Team            |
| 11-18   | GIA  | Team Giant-Shimano      |
| 21-28   | ALM  | AG2R La Mondiale        |
| 31-38   | BEL  | Belkin Pro Cycling Team |
| 41-48   | IAM  | IAM Cycling             |
| 51-58   | TNE  | Team NetApp-Endura      |
| 61-68   | BSE  | Bretagne-Séché          |
| 71-78   | CCC  | CCC Polsat-Polkowice    |
| 81-88   | MTN  | MTN-Qhubeka             |
| 91-98   | TSV  | Topsport Vlaanderen     |
| 101-108 | WGG  | Wanty-Groupe Gobert     |

| N.      | Cod. | Squadra                      |
| ------- | ---- | ---------------------------- |
| 111-118 | AND  | Androni Giocattoli-Venezuela |
| 121-128 | LKT  | LKT Team Brandenburg         |
| 131-138 | TBJ  | MLP Team Bergstrasse         |
| 141-148 | THF  | Team Heizomat                |
| 151-158 | TKG  | Team Kuota                   |
| 161-168 | SGT  | Team Stuttgart               |
| 171-178 | STG  | Team Stölting                |
| 181-188 | RNR  | Rad-Net Rose Team            |
| 191-198 | BAI  | Bike Aid-Ride for Help       |
| 201-208 | DEU  | Germania                     |

## Ordine d'arrivo (Top 10)
| Pos. | Corridore           | Squadra       | Tempo    |
| ---- | ------------------- | ------------- | -------- |
| 1    | Alexander Kristoff  | Katusha       | 4h49'31" |
| 2    | John Degenkolb      | Giant-Shimano | s.t.     |
| 3    | Jérôme Baugnies     | Wanty-Gobert  | s.t.     |
| 4    | Pieter Jacobs       | Topsport      | s.t.     |
| 5    | Thomas Sprengers    | Topsport      | s.t.     |
| 6    | Rick Zabel          | Germania      | s.t.     |
| 7    | Fabian Wegmann      | Germania      | s.t.     |
| 8    | Jan Dieteren        | Team Stölting | s.t.     |
| 9    | Bartłomiej Matysiak | CCC Polsat    | s.t.     |
| 10   | Aleksandr Porsev    | Katusha Team  | s.t.     |